# Maurice Carrez (théologien)
Pour les articles homonymes, voir Maurice Carrez et Carrez.
Maurice Carrez, né le 24 février 1922 à Nazelles (Indre-et-Loire) et mort le 25 novembre 2002 à Montreuil est pasteur, exégète et professeur de Nouveau Testament à la Faculté de théologie protestante de Paris.
Il est un spécialiste du Nouveau Testament et en particulier du grec du Nouveau Testament. Il enseigne également l'exégèse à l'institut supérieur d'études œcuméniques de l'institut catholique de Paris.

## Publications
- Vocabulaire des épîtres pastorales, comprenant l'explication mot à mot des épîtres à Timothée, à Tite et à Philémon, d'après le texte grec, Office des publications des Facultés de théologie protestantes de langue française, Paris, 1952.
- Vocabulaire mot à mot de "l'Épître aux Romains"... , Office des publications des Facultés de théologie protestantes de langue française, Paris, 1953.
- Vocabulaire des deux épîtres de saint Paul aux Thessaloniciens, avec la traduction des passages difficiles et une bibliographie récente..., Office des publications des Facultés de théologie protestantes de langue française, Paris, 1953.
- De la souffrance à la gloire. Étude de la « doxa » dans la pensée paulinienne, Delachaux et Niestlé, Paris, 1964.
- Lexique grec-français des mots usuels du Nouveau Testament, Delachaux et Niestlé, 1965.
- Dictionnaire grec-français du Nouveau Testament, Cerf, 1971. (1985 3e éd)
- Les langues de la Bible, Bayard, Paris, 1983.
- avec la collab. de P. Dormier, M. Dumais, M. Trimaille, Les Lettres de Paul, de Jacques, Pierre et Jude, coll. « Petite bibliothèque des sciences bibliques », Desclée, 1983
- Vocabulaire grec et grammaire de l'épître aux Galates, Association André Robert, Paris, 1986, 39p.
- Grammaire grecque du Nouveau-Testament, Labor et Fides, première éd. en 1964, 6e éd. 2009.
- La deuxième épître aux corinthiens, coll. « Commentaire du Nouveau Testament », Labor et Fides, 1986.
- Nouveau Testament interlinéaire grec/français, Société biblique française, 1992.
- La Bible, Desclée de Brouwer, 1992, 123p.
- Jésus, Desclée de Brouwer, 1993.
- avec la collab. de Claude Wiéner, Dictionnaire de culture biblique, Desclée de Brouwer, 1993.
- Bergers et mages : témoins insolites du Christ, Éd. du Moulin, Poliez-le-Grand (Suisse), 1994.
- avec la collab. de Paul de Surgy et Jean-Pierre Lémonon, Les Épîtres de Paul, Bayard Centurion, 1996.

## Vie privée
Il est l'époux d’Évelyne Carrez, bibliothécaire à la Faculté de théologie protestante de Paris, animatrice régional du mouvement Jeunes Femmes avec Simone Iff et bénévole à la Maternité heureuse qui devient le Mouvement français pour le planning familial. Evelyne Carrez est l'une des animatrices du Groupe Orsay, issu du Mouvement Jeunes Femmes, qui conserve une orientation protestante et théologique.